# Lepanthes hemirhoda
Lepanthes hemirhoda är en orkidéart som beskrevs av Leslie Andrew Garay. Lepanthes hemirhoda ingår i släktet Lepanthes och familjen orkidéer. Inga underarter finns listade i Catalogue of Life.